# Moses Kiptanui
Moses Kiptanui (Marakwet, 1 de outubro de 1970) é um antigo corredor queniano de meia e longa distância, que se notabilizou na prova de 3000 metros com obstáculos, da qual foi recordista do mundo e o primeiro homem a corrê-la em menos de oito minutos.

## Carreira
Ainda como junior, Kiptanui foi campeão africano de 1500 metros em 1990. No ano seguinte venceu vários meetings antes de tornar campeão, pela primeira vez, em Tóquio. Voltaria a conseguir este feito nas edições de 1993 e 1995.
Em 1992, não se conseguiu qualificar, nos trials quenianos, para os Jogos Olímpicos de Barcelona. Contudo, poucas semanas mais tarde, alcançou um novo recorde do mundo na prova de 3000 metros, com um tempo de 7.28,96 m. Três dias depois, quebrava o recorde mundial dos 3000 metros obstáculos, fazendo 8.02,08 m no Weltklasse de Zurique.
Em 1995 bateu o recorde mundial dos 5000 metros, em Roma, com o tempo de 12.55,30 m. Depois de arrecadar a terceira medalha de ouro em Campeonatos do Mundo, em Gotemburgo, Kiptanui estabeleceu um novo recorde mundial dos 3000 metros obstáculos, de novo em Zurique, com 7.59,18 m, tornando-se o primeiro atleta a correr aquela distância em menos de oito minutos.
Na única edição dos Jogos Olímpicos em que participou, não conseguiu melhor do que a medalha de prata.
Um ano mais tarde, falhou o objetivo de ganhar quatro medalhas de ouro em outras tantas edições dos Campeonatos do Mundo, quando, em Atenas, não foi além do segundo lugar na final dos 3000 metros obstáculos, atrás do seu compatriota Wilson Boit Kipketer.
Kiptanui foi o melhor atleta do ano, entre 1991 e 1995, a nível mundial, na sua prova de eleição. Depois de se retirar, tornou-se treinador de atletas seus compatriotas.

## Melhores marcas pessoais
| Prova        | Data                 | Local             | Tempo      |
| ------------ | -------------------- | ----------------- | ---------- |
| 1500 metros  | 13 de junho de 1992  | Nairóbi, Quénia   | 3.34,0 m   |
| 2000 metros  | 21 de agosto de 1992 | Berlim, Alemanha  | 4.52,53 m  |
| 3000 metros  | 25 de julho de 1995  | Mónaco, Mónaco    | 7.27,18 m  |
| 2 milhas     | 25 de julho de 1995  | Hechtel, Bélgica  | 8.09,01 m  |
| 3000 m obst. | 24 de agosto de 1997 | Colónia, Alemanha | 7.56,16 m  |
| 5000 metros  | 5 de junho de 1996   | Roma, Itália      | 12.54,85 m |